# Rumble (Link Wray)
 For alternative betydninger, se Rumble. (Se også artikler, som begynder med Rumble)
Rumble er et instrumentalnummer af den amerikanske rock 'n' roll-gruppe Link Wray & His Ray Men. Nummeret blev udgivet på single den 31. marts 1958 med "The Swag" som B-side. "Rumble" er et guitarbaseret instrumentalnummer, der anvender teknik med distortion og tremolo; teknikker, der på daværende tidspunkt var stort set ukendte i rock 'n' roll.
"Rumble" blev i 2018 optaget i Rock and Roll Hall of Fame i en ny kategori for singler.

## Historie
I 1950'erne blev flere steder i USA arrangeret "sock hops", et arrangement, hvor teenagere kunne danse til musik; ofte til rock 'n' roll-musik spillet af en disc jockey og nogle gange til live musik. I begyndelsen af 1958 var Link Wray & His Ray Men engageret til at optræde ved et sock hop i Fredericksburg i Virginia. Bandet blev bedt om at spille sangen "The Stroll", der var et stort hit for den hvide vokalgruppe The Diamonds, der måske, måske ikke, også var til stede ved arrangementet. Link Wray havde været alvorligt syg kort forinden og anede ikke, hvad "The Stroll" var, og bandet spillede derfor et stykke instrumentalmusik over tre akkorder. Et medlem af bandet placerede en mikrofon foran Link Wrays guitarforstærker og Wrays guitar lød kraftigt, forvrænget og massivt. Publikum var vilde med det improviserede stykke musik, og bandet måtte spille nummeret flere gange.
Arrangøren af sock hop'et, disc jockeyen Milt Grant, så en god mulighed i sagen, og han betalte for at få sangen indspillet på en single mod til gengæld at få del af komponistrettighederne. Stykket blev oprindeligt kaldt "Oddball".
Nummeret blev indspillet med pladeproduceren Archie Bleyer på Cadence Records, som hadede nummeret, særlig efter Link Wray havde lavet et hul i sin guitarforstærker for at genskabe lyden fra liveoptrædenen. Men Bleyers steddatter var vild med sangen, så den blev udgivet trods Bleyers animositet. Phil Everly hørte nummeret og foreslog titlen "Rumble", da den rå lyd lød som en gadekamp.
Singlen blev forbudt på flere amerikanske radiostationer, da ordet 'rumble' var slang for gadekamp, og flere anså, at den rå lyd på indspilningen hyldede ungdomsuroligheder. Singlen er det eneste stykke instrumentalmusik, der nogensinde er blevet forbudt i USA.

## Chart performance
"Rumble" blev et hit i USA, hvor singlen nåede nr. 16 på pop charts og nr. 11 på R&B charts i sommeren 1958.

## Covers og genindspilninger
The Dave Clark Five indspillede et cover af "Rumble" på deres første album A Session with The Dave Clark Five. Nummeret var tillige med på gruppens andet amerikanske album The Dave Clark Five Return!.
Link Wray genindspillede "Rumble" i 1968 som "Rumble '68" og igen i 1969 som "Rumble-69" (Mr. G Records, G-820). Jazzguitaristen Bill Frisell udgav i 2014 et cover af "Rumble" på albummet Guitar in the Space Age!

## Betydning
Bob Dylan har beskrevet "Rumble" som "det bedste instrumentalnummer nogensinde", og nummeret er flittigt anvendt i forskellige sammenhænge. "Rumble" er blevet benyttet i film, reklamer, dokumentarer, tv-shows m.m. herunder i Top Gear, The Warriors (i den censurerede åbningsscene), Pulp Fiction, Independence Day m.fl.
I dokumentaren It Might Get Loud fra 2008 spiller Jimmy Page singlen "Rumble" og diskuterer nummeret, mens han spiller luftguitar til det. I sekvensen er klippet med Pages samtale med de øvrige guitarister, hvor Page fortæller, at "første gang jeg hørte "The Rumble" (sic). så var det noget som havde så meget attitude"
I et interview fra 2013 udtalte Iggy Pop, at han "følelsesmæssigt" forlod skolen det øjeblik han hørte "Rumble", hvilket fik han til at forfølge en musikkarriere.
Titlen indgår i dokumentarfilmen fra 2017 Rumble: The Indians Who Rocked the World, der bl.a. omhandler Link Wrays betydning for rockmusikken og hans indianske baggrund.